# Бушуева, Любовь
Любовь Бушуева (11 декабря 1992; Ишим, Россия) — российская блогерша и порноактриса, известная под псевдонимом Lola Taylor. Лауреат премии Spank Bank Awards. Номинант AVN Awards и Venus Awards.

## Биография

### Ранние годы
Любовь Александровна Бушуева, родилась 11 декабря 1992 года в Ишиме, Тюменской области. Девушка росла без родителей, мать покончила с собой, а отец отказался от ребёнка. После школы поступила в местный техникум на оператора ЭВМ. После окончания техникума работала библиотекарем. Уехала из родного города в Красноуральск, чтобы помогать больной бабушке, где стала работать в салоне оптики. А после переехала в Екатеринбург где занялась услугами массажа.

### Карьера
Во время работы в массажных услугах начала много путешествовать и участвовать в съёмках в Европе, из-за чего была исключена из массажного салона. В интервью заявляла, что за съёмки в эротических фильмах не получала больших гонораров — для неё это был «способ самореализации и поднятия рейтинга». Как позже объясняла актриса «сюда пошла только из материальных соображений, чтобы сделать себе имя».
По собственным словам, вдохновением для её псевдонима Лола Тейлор послужил роман Владимира Набокова Лолита. Любовь хотела быть как Лолита, но продюсеры сократили её псевдоним до Лолы.
В 2015 году после поездки в Амстердам, вдохновившись творчеством Ван Гога, Бушуева увлеклась рисованием. Некоторые свои картины она рисует лобковыми волосами. Бушуева проводила выставку своих картин в Екатеринбурге. В том же году приняла участие в ТВ-шоу «Званый ужин», где призналась, что готовила в первый раз. В 2017 году российский рэпер Овсянкин посвятил Бушуевой одноимённую её псевдониму песню. В июле 2017 года Бушуева написала свою биографическую книгу, где рассказала о своëм опыте работы в порноиндустрии.
В 2020 году в интервью Ирине Шихман рассказала, что организовала эскорт-бизнес, она сама сопровождает богатых мужчин, а также подбирает для них других девушек. В декабре 2020 года хотела принять участие в шоу «Давай, поженимся!», но не прошла кастинг.

### Личная жизнь
В 2023 году на своей странице «ВКонтакте» сообщила о намерении уйти из порнографии и стать матерью. В 2024 году во время одной из съёмок эротической сцены была госпитализирована в больницу с нервным срывом. Ранее в социальных сетях сообщала о своих проблемах с ментальным здоровьем. Среди возможных причин неврозов, называла приём китайских таблеток для похудения и СДВГ.
В интервью для URA.ru заявила, что боится вернуться в родной город из-за его жителей, которые не разделяют взглядов девушки на её сферу деятельности.

## Медиа-перфомансы
В 2020 году находясь на карантине в связи с пандемией COVID-19, записала обращение в котором пообещала интимную близость, тому кто создаст лекарства от коронавируса.
В 2021 году сообщила журналистам, что её пугают мужчины, которые посвящают жизнь боевым искусствам, по её мнению, у таких людей могут происходить неконтролируемые вспышки агрессии. В числе опасных спортсменов актриса назвала бойца ММА Артёма Тарасова, который отреагировал на её заявление, пригласив на свою тренировку. В ходе встречи на тренировке, Бушуева пообещала бойцу «ночную разминку», если он выиграет свой предстоящий бой.
В 2022 году с началом конфликта в Украине, записала видеообращение в котором предложила президенту Украины Владимиру Зеленскому "сложить оружие" в обмен на интим с ней, заявив, что это остановит войну, "которая никому не нужна".
В 2024 году казахстанский рэпер Jah Khalib оказался в центре скандала, после публикации Бушуевой в сеть её переписки с исполнителем, где тот требовал от неё интим.

## Инциденты с насилием
Бушуева несколько раз подвергалась сексуальному насилию. В 2014 году в социальных сетях она познакомилась с двумя мужчинами, которые пригласили её в гости, когда актриса пришла по адресу, её заковали в наручники и надругались. Бушуевой пришлось выпрыгнуть с окна третьего этажа, чтобы сбежать от насильников.
В июле 2020 рассказала о ночном свидании с футболистами Андреем Аршавиным и Владимиром Быстровым. По её словам, после вечеринки её пригласили в номер, где Аршавин предложил ей групповой секс, перед интимом актриса попросила сделать селфи, на что получила негативную реакцию, а один из участников пытался выхватить её телефон.
В ночь на 30 сентября 2020 года Бушуева сообщила, что во время отдыха на яхте в Геленджике, её с подругой изнасиловали трое мужчин. На инцидент отреагировали в партии «Коммунисты России». Члены партии потребовали от полиции не принимать заявление об изнасиловании от Бушуевой. По мнению секретаря партии Сергея Малинковича, актриса сама должна быть привлечена к ответственности за съемки в эротических фильмах. 

## Награды и номинации
| Год  | Название награды            | Результат | Категория                                          |
| ---- | --------------------------- | --------- | -------------------------------------------------- |
| 2015 | AVN Awards                  | Номинация | Лучшая иностранная исполнительница года            |
| 2017 | AVN Awards                  | Номинация | Лучшая сексуальная сцена в зарубежном фильме       |
| 2019 | AVN Awards                  | Номинация | Лучшая сцена анального секса, снятая за рубежом    |
| 2016 | Venus Awards                | Номинация | Лучшая актриса                                     |
| 2018 | Venus Awards                | Номинация | Лучшая международная шоу-девушка                   |
| 2018 | Spank Bank Technical Awards | Победа    | Лучший пирсинг                                     |
| 2015 | Spank Bank Awards           | Номинация | Импортная соблазнительница года                    |
| 2015 | Spank Bank Awards           | Номинация | Два хот-дога в коридоре                            |
| 2018 | Spank Bank Awards           | Номинация | Лучшее тело, созданное для греха                   |
| 2018 | Spank Bank Awards           | Номинация | Лучшая попа                                        |
| 2018 | Spank Bank Awards           | Номинация | Лучшая улыбка                                      |
| 2018 | Spank Bank Awards           | Номинация | Countess of Contortionism                          |
| 2018 | Spank Bank Awards           | Номинация | My (Wet) Dream Girl                                |
| 2019 | Spank Bank Awards           | Номинация | Самый впечатляющий разрез                          |
| 2019 | Spank Bank Awards           | Номинация | Three Kielbasas in a Corridor (Triple Anal Pundit) |

## Фильмография
| Год  |   | Название                   | Роль        |
| ---- | - | -------------------------- | ----------- |
| 2011 | ф | Селектор жизни             | Лола Тейлор |
| 2011 | ф | Аморальная жизнь           | Лола Тейлор |
| 2013 | ф | PetiteHDPorn               | Лола Тейлор |
| 2014 | ф | Молодое неистовство        | Лола Тейлор |
| 2021 | ф | Голем                      | Лола Тейлор |
| 2023 | ф | Рождественское приключение | Лола Тейлор |